# Єзьорко (Лодзький-Східний повіт)
Єзьорко (пол. Jeziorko) — село в Польщі, у гміні Колюшки Лодзький-Східного повіту Лодзинського воєводства.
Населення — 169 осіб (2011).
У 1975-1998 роках село належало до Пйотрковського воєводства.

## Демографія
Демографічна структура станом на 31 березня 2011 року:
|          | Загалом | Допрацездатний вік | Працездатний вік | Постпрацездатний вік |
| -------- | ------- | ------------------ | ---------------- | -------------------- |
| Чоловіки | 83      | 14                 | 60               | 9                    |
| Жінки    | 86      | 19                 | 50               | 17                   |
| Разом    | 169     | 33                 | 110              | 26                   |